# Дёрри, Генрих
Генрих Дёрри — немецкий педагог и популяризатор математики.
Наиболее известен благодаря своей книге «Triumph der Mathematik», в которой представлены сто исторических задач элементарной математики с полными решениями.

## Биография
В 1895 году окончил школу Лейбница в Ганновере.
Изучал математику, физику, географию, английский и французский языки в Гёттингенском и Лейпцигском университетах с целью стать учителем.
В 1898 году защитил диссертацию под руководством Давида Гильберта.
В 1902/03 году работал в Королевской гимназии в Фульде, а затем старшим преподавателем в Биденкопфе.
С 1908 по 1942 год он работал преподавателем в Висбадене.

## Книги
- Triumph der Mathematik. Hundert berühmte Probleme aus zwei Jahrtausenden mathematischer Kultur. Ferdinand Hirt, Breslau 1933 (Jahrbuch-Rezension); 5. Auflage Physica-Verlag, Würzburg 1958 (= 2. ergänzte Auflage; Jahrbuch-, Zentralblatt-Rezension)
  - 100 Great Problems of Elementary Mathematics, Dover Publications, New York 1965, ISBN 0-486-61348-8 Zentralblatt-Rezension)
  - A diadalmas matematika, Gondolat Kiadó, Budapest 1965 (ungarische Übersetzung von László Vekerdi)
  - Sūgaku-100-no-shōri (3 Bände), Shupuringā, Tōkyō, ISBN 4-431-70687-9, ISBN 4-431-70701-8, ISBN 4-431-70702-6
- Grundriß der Physik. Mit besonderer Berücksichtigung der Anwendungen, Ferdinand Hirt, Breslau 1940; 2. ergänzte Auflage 1942
- Determinanten, R. Oldenbourg, München 1940 (Jahrbuch-, Zentralblatt-Rezension)
- Vektoren, R. Oldenbourg, München 1941 (Jahrbuch-, Zentralblatt-Rezension), doi:10.1515/9783486775105
- Quadratische Gleichungen, R. Oldenbourg, München 1943 (Zentralblatt-Rezension)
- Mathematische Miniaturen, Ferdinand Hirt, Breslau 1943; Nachdruck M. Sändig, Wiesbaden 1969; 1999 (2001), ISBN 3-253-02115-7
- Kubische und biquadratische Gleichungen, Leibniz-Verlag (R. Oldenbourg), München 1948, doi:10.1515/9783486775990.
- Ebene und sphärische Trigonometrie, R. Oldenbourg, München 1950 (Zentralblatt-Rezension), doi:10.1515/9783486778076
- Unendliche Reihen, R. Oldenbourg, München 1951 (Zentralblatt-Rezension), doi:10.1515/9783486778267
- Einführung in die Funktionentheorie, R. Oldenbourg, München 1951 (Zentralblatt-Rezension), doi:10.1515/9783486779295.
- Praktische Algebra, R. Oldenbourg, München 1955 (Zentralblatt-Rezension)